# 玉缘路站
玉缘路站是一个位于中华人民共和国云南省昆明市官渡区小板桥街道玉缘路地下，属于昆明地铁4号线的地铁车站，2020年9月23日启用。

## 车站结构
本站为地下两层双跨岛式车站。
| 地面层          | 出入口                        | A-E出入口                              |
| 地下一层 站厅层 | 站厅                          | 票务服务、自动售票机、安检、进出站闸机 |
| 地下二层 站台层 |                               | █ 4号线往金川路（羊甫头）              |
| 地下二层 站台层 | 岛式站台，左侧開门            |                                        |
| 地下二层 站台层 | █ 4号线往昆明南火车站（广卫） |                                        |

## 出入口
本站共设5个出入口。
|                       | 编号 | 地点                                                               | 建议前往的目的地 | 照片 |
| 出口 · A              |      | 玉缘路、富康城                                                     |                  |      |
| 出口 · B              |      | 玉缘路、云南省邮电学校、云子中学长丰学校、领秀星辰园、万科魅力之城 |                  |      |
| 出口 · C              |      | 玉缘路、云路裕庭                                                   |                  |      |
| 出口 · D · 升降机标志 |      | 玉缘路、云路裕庭                                                   |                  |      |
| 出口 · E              |      | 玉缘路、云路裕庭                                                   |                  |      |
| 註： 設有             |      |                                                                    |                  |      |